# 차력 거인
차력 거인(영어: Cart Titan 카트 타이탄[*], 일본어: 車力の巨人, 샤리키노 쿄진(직역: 차력의 거인) 독일어: Karrentitan 카렌티탄[*])은 만화 진격의 거인에 등장하는 거인들 중 한 명으로 작중에서 현존하는 본체인 인간의 지성으로 움직이는 지능형 거인들인 아홉 거인 (九つの巨人, The Nine Titans) 중 한 명이다. 거인들 중 가장 작은 몸집과 덩치로 이족 보행이 대다수인 거인들과 다르게 네 다리로 보행하는 사족보행형 거인이다. 정식 명칭 공개 이전에는 사족보행형 거인(四足歩行型の巨人, Quadrupedal Titan)이라고 불렸다. 대 거인전 격투에는 불능하고 자체 전투력도 최약체지만 대신 작은 키와 그에 비례한 괴력을 바탕으로 민첩한 속력과 회피술을 가진 스피드스터형 거인이다. 강습형 전투원인 턱과 다르게 후방에서 아군을 보조하고 필요한 물자와 화물 등을 운송 및 조달하는 서포터 역할군에 최적화된 거인으로 2개월에 걸쳐 장기 지속 거인화를 유지할 정도로 수명이 질겨서(다른 아홉거인들의 거인화는 1시간이상 유지시키는 것이 매우 힘들다)  거인용 탱커와 장갑차, 기관총탑 같은 대형 특수병기도 장착할 수 있는 전술적으로 폭 넓은 용도를 자랑하는 거인. 키는 4m(400cm)로 아홉 거인들 가운데 최하위권의 키로 아홉 거인들 중 최소형 거인이다. 현 소유자 및 계승자는 마레 제국 출신의 '위미르의 백성' 전사인 피크 핑거(Pick Finger)이다.

## 작중 행적

### 2,000년의 엘디아의 정복 전쟁도구로 쓰이다.
차력 거인은 본래 시조 위미르가 '정체불명의 유기생물체의 기원'인 한 할루키게니아형 생물과 접촉해 얻은 작중 인류사 최초의 거인인 '시초의 거인'이었다. 다른 여덟 거인들과 더불어 2,000년 전에는 하나로 통합된 존재였다. 그러나 수십년 후 시조 위미르가 마레군 장수가 던진 창에 어깨를 직격으로 꿰뚫려 사망하자 위미르의 거인의 힘에 탐을 내던 초대 프리츠 왕으로 인해 위미르의 시체를 그의 딸들인 마리아 프리츠, 로제 프리츠, 시나 프리츠가 잡아먹어 하나였던 시초의 거인은 셋이 되어 세 갈래로 분화되었다. 그리고 세 자매 공주가 아버지의 명령을 받들어 거인을 계승할 자손들을 끊임 없이 생산하여 그 자식들에게 자신들의 시체를 먹게 하여 셋이었던 시초의 세 분신들은 최종적으로 아홉 개의 분신으로 나뉘었는데 여성형 거인도 분화된 거인들 중 한 명이었다.
차력 거인은 진격의 거인을 빼면 여덟 거인들과 더불어 시초에 가장 근접한 분신이자 최상위 개체인 시조의 거인의 지배를 받는 거인이었으며 후일 거인을 생산하기 위한 무기로 쓰였고 당대의 숙적이던 마레 제국과 가장 크게 대립하게 된다. 13년을 주기로 계승자가 바뀌어 갔으며 약 160명의 계승자들을 거쳐가게 된다.

### 거인 대전: 엘디아의 패퇴, 마레 제국의 거인이 되다.
엘디아 제국의 정복 사업이 거의 막바지에 이르자 탐욕에 찌든 아홉 거인을 가진 귀족들은 이번에는 내전을 일으켜 아군끼리 영역 싸움을 하게 된다. 카를 프리츠의 시대가 도래함에 따라 차력 거인은 마레 제국의 소유로 넘어가게 된다. 카를 프리츠는 초대 프리츠 왕의 대부터 지속되어 온 엘디아의 폭정에 회의와 죄책감을 느끼고 전퇴의 거인을 관리하던 타이부어 가문과 연합해 귀족들의 횡포를 막고 거인을 가진 귀족 전사들을 마레에게 넘겼다.

## 특징 및 보유 능력

### 사족보행형 신체
긴 주둥아리

### 악어처럼 생긴 긴 주둥아리
구강 구조가 악어처럼 길게 쫘악 뻗혀져 있어서 사람들을 한꺼번에 집어삼켜서 들어올릴 때 가장 유용하게 사용한다. 이 능력으로 리바이에게서 지크를 구하고 가비 브라운을 입 안에 들여서 에렌한테서 탈출하는 활약을 했다. 엘디아와 마레가 동맹을 맺은 후 장 키르슈타인과 엘레나, 오니안코폰을 플록 포르스터로부터 구출할 때도 유용하게 써먹었다.

### 무기한 지속 거인화
차력 거인만의 장점이자 상징인 특성이다. 일반적으로 체력 소모가 심해 30분을 못 넘기는 다른 아홉 거인들에 비해 차력는 훨씬 긴 기간 동안 거인화를 지속할 수 있다. 중동 연합과의 종전 후 원래 모습으로 돌아온 피크의 말에 따르면 최소 2개월 간 거인화를 지속할 수 있다고 밝혔다.

### 경질화
경질화를 쓸 수 있다. 지크와 라이너를 구출한 후 사족 부위를 경질화시켜서 벽 위를 기어올라갔다. 최약의 체력과 더불어 사족보행형 신체라는 불리한 특성 때문에 이족보행형 아홉 거인들과 달리 전투에선 별 활약이 없다.

### 물자 운송 및 조달
4m에 상당한 근력으로 무거운 중장비나 짐들을 운송하고 아군들에게 조달할 수 있다.

### 수중 잠수 능력
물 속에서 오랜 기간 활동할 수 있다. 잠수가 가능하다. 피크는 어렸을 적에 탱크를 쓰고 베르톨트를 실은 상자를 거인화하기 딱 좋은 어느 적국의 땅에 내려놓고 간 적이 있다.

### 잠복 및 정찰
차력는 거인들 중 체구가 가장 작은 점을 이용해 은밀하고 복잡한 잔재주가 가능하다. 대표적으로는 풀숲에 숨어서 적진이 전군하는 걸 정찰하고 아군에게 신속히 보고할 수 있다.